# ATP Challenger Tour Finals de 2013
O ATP Challenger Tour Finals de 2013 foi um torneio de tênis realizado em quadra de saibro, da Sociedade Harmonia de Tênis, em São Paulo, Brasil, entre 13 e 17 de novembro de 2013 e fez parte do ATP Challenger Tour. Esta foi a terceira edição do evento.

## Formato
Os sete melhores jogadores da temporada de torneios da série ATP Challenger Tour, além do jogador convidado pelo país organizador, participaram do evento, divididos em dois grupos de quatro jogadores cada.
Durante a primeira fase, os jogadores disputavam contra todos dentro de cada chave, onde os dois melhores de cada grupo avançavam às semifinais, com os vencedores de um grupo que enfrentavam os vice-líderes do outro grupo.
Os vencedores das semifinais decidiam o campeonato.

## Pontos e Premiação
A premiação total do evento era de US$220.000, distribuídos da seguinte maneira:
| Fase                                     | Premiação       | Pontos  |
| ---------------------------------------- | --------------- | ------- |
| Campeão                                  | FG + US$ 66.000 | FG + 80 |
| Vice-Campeão                             | FG + US$ 21.000 | FG + 30 |
| Vitórias por jogo na Fase de Grupos (FG) | US$ 6.300       | 15      |
| Participação                             | US$ 6.300       | —       |
| Alternates                               | US$ 3.500       | —       |

- FG: é a pontuação ou premiação por vitória durante a fase de grupos.

## Grupos
Os oito jogadores participantes foram divididos em dois grupos de quatro jogadores cada.

### Grupo Verde
| Jogador                  | Ranking |
| ------------------------ | ------- |
| Teymuraz Gabashvili (1)  | 84      |
| Aleksandr Nedovyesov (3) | 96      |
| Adrian Ungur (6)         | 108     |
| Guilherme Clezar (8/WC)  | 159     |

WC = Wild Card - Jogador que recebeu o convite da organização

### Grupo Amarelo
| Jogador                | Ranking |
| ---------------------- | ------- |
| Filippo Volandri (2)   | 90      |
| Jesse Huta Galung (4)  | 106     |
| Alejandro González (5) | 107     |
| Andrej Martin (7)      | 126     |

## Resultados

### Fase de Grupos

#### Grupo Verde
| Data                   | Vencedor                                         | Perdedor                                         | Placar                      |
| ---------------------- | ------------------------------------------------ | ------------------------------------------------ | --------------------------- |
| 13 de novembro (Dia 1) | Teymuraz Gabashvili (1) Aleksandr Nedovyesov (3) | Adrian Ungur (6) Guilherme Clezar (8/WC)         | 6-2, 6-3 6-4, 5-7, 6-3      |
| 14 de novembro (Dia 2) | Adrian Ungur (6) Teymuraz Gabashvili (1)         | Guilherme Clezar (8/WC) Aleksandr Nedovyesov (3) | 6-3, 7-5 4-6, 6-3, 6-1      |
| 15 de novembro (Dia 3) | Aleksandr Nedovyesov (3) Guilherme Clezar (8/WC) | Adrian Ungur (6) Teymuraz Gabashvili (1)         | 6-4, 5-7, 6-3 5-7, 6-4, 6-4 |

#### Grupo Amarelo
| Data                   | Vencedor                                     | Perdedor                                | Placar                      |
| ---------------------- | -------------------------------------------- | --------------------------------------- | --------------------------- |
| 13 de novembro (Dia 1) | Jesse Huta Galung (4) Alejandro González (5) | Andrej Martin (7) Filippo Volandri (2)  | 6-3, 6-4 6-3, 6-3           |
| 14 de novembro (Dia 2) | Filippo Volandri (2) Alejandro González (5)  | Andrej Martin (7) Jesse Huta Galung (4) | 6-0, 6-4 6-3, 2-6, 6-4      |
| 15 de novembro (Dia 3) | Filippo Volandri (2) Alejandro González (5)  | Jesse Huta Galung (4) Andrej Martin (7) | 4-6, 7-6(7-5), 6-3 6-2, 6-3 |

## Classificação

### Grupo Verde
| Rank | Jogador                  | Jogos | Sets | Games |
| ---- | ------------------------ | ----- | ---- | ----- |
| 1    | Teymuraz Gabashvili (1)  | 2-1   | 5-3  | 43-32 |
| 2    | Aleksandr Nedovyesov (3) | 2-1   | 5-4  | 44-44 |
| 3    | Adrian Ungur (6)         | 1-2   | 3-4  | 32-37 |
| 4    | Guilherme Clezar (8/WC)  | 1-2   | 2-5  | 39-45 |

### Grupo Amarelo
| Rank | Jogador                | Jogos | Sets | Games |
| ---- | ---------------------- | ----- | ---- | ----- |
| 1    | Alejandro González (5) | 3-0   | 6-1  | 38-24 |
| 2    | Filippo Volandri (2)   | 2-1   | 4-3  | 35-31 |
| 3    | Jesse Huta Galung (4)  | 1-2   | 4-4  | 43-38 |
| 4    | Andrej Martin (7)      | 0-3   | 0-6  | 16-36 |

## Semifinais
| Data                   | Vencedor                                    | Perdedor                                         | Placar                           |
| ---------------------- | ------------------------------------------- | ------------------------------------------------ | -------------------------------- |
| 16 de novembro (Dia 4) | Alejandro González (5) Filippo Volandri (2) | Aleksandr Nedovyesov (3) Teymuraz Gabashvili (1) | 6-3, 6-7(4-7), 6-0 7-5, 2-6, 6-4 |

## Final
| Data                   | Campeão              | Vice-Campeão           | Placar        |
| ---------------------- | -------------------- | ---------------------- | ------------- |
| 17 de novembro (Dia 5) | Filippo Volandri (2) | Alejandro González (5) | 4-6, 6-4, 6-2 |